# Hello, I'm Johnny Cash
Hello, I'm Johnny Cash je album Johnnyja Casha iz 1970. objavljen u izdanju Columbia Recordsa. "If I Were a Carpenter", slavni duet s njegovom suprugom, June Carter Cash, osvojio je 1971. Grammy za najbolju country izvedbu dueta ili grupe s vokalom; pjesma se probila i do 2. mjesta na country ljestvicama. Album uključuje i "To Beat the Devil", prvu pjesmu Krisa Kristoffersona koju je Cash obradio; dvojac će kasnije surađivati nebrojeno puta, od čega je najpoznatija pjesma "Sunday Mornin' Comin' Down'". "See Ruby Fall" i "Blistered" također su objavljene kao singlovi, a sam album je bio prvi na country i 6. na pop ljestvici.

## Popis pjesama
1. "Southwind" (Cash) – 3:15
2. "Devil to Pay" (Leon Rusk, Merle Travis) – 3:28
3. "'Cause I Love You" (Cash) – 2:34
4. "See Ruby Fall" (Cash, Roy Orbison) – 2:52
5. "Route No. 1, Box 144" (Cash) – 2:28
6. "Sing a Traveling Song" (Ken Jones) – 3:08
7. "If I Were a Carpenter" (Tim Hardin) – 3:00
8. "To Beat the Devil" (Kris Kristofferson) – 4:22
9. "Blistered" (Billy Ed Wheeler) – 2:25
10. "Wrinkled Crinkled Wadded Dollar Bill" (Vincent Matthews) – 2:32
11. "I've Got a Thing About Trains" (Jack Clement) – 2:50
12. "Jesus Was a Carpenter" (Chris Warren) – 3:57

## Izvođači
- Johnny Cash - vokali
- Carl Perkins, Bob Wootton, Jerry Shook - gitara
- Norman Blake - dobro/gitara
- Marshall Grant - bas
- W.S. Holland - bubnjevi
- Bill Pursell - klavir
- George Tidwell - truba
- The Carter Family - prateći vokali
- Byron Bach, Harold Cruthirst, Brenton Banks, Howard Carpenter, Don Cassell, Marvin Chantry, Solie Fott, Jerry Wayne, Lillian Hunt, Martin Kathan, Shelly Kurland, Stephanie Wolfe, Rufus Long, John Lochner, Akira Nagai, Claude O'Donnell, Suzanne Parker - žičani instrumenti

## Ljestvice
Album - Billboard (Sjeverna Amerika)
| Godina | Ljestvica      | Pozicija |
| ------ | -------------- | -------- |
| 1970.  | Country albumi | 1        |
| 1970.  | Pop albumi     | 6        |

Singlovi - Billboard (Sjeverna Amerika)
| Godina | Singl                   | Ljestvica        | Pozicija |
| ------ | ----------------------- | ---------------- | -------- |
| 1969.  | "Blistered"             | Country singlovi | 4        |
| 1969.  | "Blistered"             | Pop singlovi     | 50       |
| 1969.  | "See Ruby Fall"         | Country singlovi | 4        |
| 1969.  | "See Ruby Fall"         | Pop singlovi     | 75       |
| 1969.  | "If I Were a Carpenter" | Country singlovi | 2        |
| 1969.  | "If I Were a Carpenter" | Pop singlovi     | 36       |

## Vanjske poveznice
- Podaci o albumu i tekstovi pjesama